# الروی (ایلینوی)
الروی (به انگلیسی: Eleroy) یک منطقهٔ مسکونی در ایالات متحده آمریکا است که در ایلینوی واقع شده‌است. الروی ۸۵ نفر جمعیت دارد.